# Rytidosperma pictum
Rytidosperma pictum är en gräsart som först beskrevs av Christian Gottfried Daniel Nees von Esenbeck och Franz Julius Ferdinand Meyen, och fick sitt nu gällande namn av Elisa G. Nicora. Rytidosperma pictum ingår i släktet kängurugräs (släktet), och familjen gräs. Inga underarter finns listade i Catalogue of Life.